# Informatique appliquée
Ne doit pas être confondu avec Application (informatique).
L'informatique appliquée est un champ de connaissances enseigné dans les universités et écoles supérieures, qui s'intéresse aux sujets de science informatique qui peuvent être exploités directement dans l'industrie. Il s'agit d'un sous-ensemble des connaissances en science informatique comportant des notions de base et des théories, où l'accent est mis sur l'utilisation pratique des connaissances plutôt que la recherche.

## Origines
Les étudiants en science apprennent à vérifier des hypothèses concernant des phénomènes en recherchant un moyen de les confirmer et ainsi alimenter les connaissances sur un sujet. Les ingénieurs, par contre, apprennent les connaissances déjà acquises sur un sujet, les moyens de s'en servir pour réaliser quelque chose d'utile, et les comportements à adopter lorsque ce travail est fait en groupe. Il existe une forte demande en ingénieurs de la part de l'industrie informatique. Ceux-ci sont formés par des écoles spécialisées. Les universités, qui forment des scientifiques, recherchent à combler le fossé qu'il existe entre une formation scientifique et une formation d'ingénieur en proposant des formations intermédiaire dites d´informatique appliquée.

## Disciplines
L'informatique appliquée est un sous-ensemble des connaissances en science informatique. Le domaine de la science informatique est tourné sur l'étude des différents aspects du calcul par des machines. Calculer (anglais compute) consiste à résoudre des problèmes et appliquer des technologies dans le but d'obtenir quelque chose.
Le champ de connaissances en informatique est découpée en différentes disciplines spécialisées. L'informatique théorique est orientée vers les notions théoriques et logiques dérivées des mathématiques, tandis que l'ingénierie informatique est orientée sur la conception et la fabrication d'ordinateurs et est dérivée de l'électronique. L'ingénierie logicielle est orientée sur la manière de construire des logiciels où la qualité du produit fini est prévisible et le temps de construction est prévisible et réduit au minimum.
Le domaine scientifique de l'informatique comporte de nombreux sujets d'étude, comme les graphes, les langages formels, les bases de données, l'architecture informatique, les compilateurs, les langages de programmation, l'intelligence artificielle, l'interface homme-machine, ou l'exploration de données.
En informatique appliquée l'accent est mis sur la mise en pratique des connaissances plutôt que la recherche. De la mise en application des notions de science informatique résulte différents champs de connaissance interdisciplinaire dans lesquels les connaissances en informatique sont mêlés avec des connaissances d'un autre domaine:
- la géomatique, où les technologies informatiques sont exploitées pour manipuler des cartes géographiques, qui sont utilisées notamment par l'administration publique des villes et les gouvernements.
- les systèmes biomédicaux, où les technologies informatiques sont utilisés dans le domaine de la santé pour soigner des patients, veiller sur eux et tenir leur dossier médical.
- les technologies de l'information dont le champ d'étude est la manipulation et la maintenance des systèmes informatiques, des réseaux informatique, des systèmes d'exploitation, du matériel et du logiciel.
- la sécurité informatique, dont le champ d'étude sont les faiblesses, les vulnérabilités des systèmes informatiques, les menaces auxquels ils sont exposés, et les moyens de les protéger et les rendre moins vulnérables.
- Le stockage et la recherche d'informations dans des bases de données est un sujet de connaissances théoriques et pratiques. La médecine, les bibliothèques, la géographie, l'organisation des entreprises, le transport aérien et les fichiers de police sont quelques-uns des domaines d'application de ces connaissances[3].

- Bio-informatique : La Bio-informatique est un champ de recherche multi-disciplinaire où travaillent de concert biologistes, médecins, informaticiens, mathématiciens, physiciens et bio-informaticiens, dans le but de résoudre un problème scientifique posé par la biologie. L'utilisation applicative des méthodes informatiques va consister en des moyens de stockage (bases de données) sur lesquelles sont appliqués des algorithmes et des moyens de calculs. L'analyse systématique du génome est l'une des réussites importantes de la bio-informatique.
- Linguistique informatique (connue aussi sous le nom de linguistique computationnelle) : il s'agit d'une branche de la linguistique qui étudie les phénomènes reliés au langage en s'aidant d'ordinateurs. De manière générale cette recherche va concerner l'étude de proposition théoriques autour de la question syntaxique, phénoménologique. On utilise des moyens informatiques pour produire du texte (génération automatique de textes), étudier la syntaxe (analyse syntaxique), ou la nature des relations sémantiques au sein d'un texte (analyse sémantique).
- Traitement automatique du langage naturel : cette famille d'activités de recherche autour du langage cherche à déployer des moyens automatiques et statistiques pour traiter le langage. L'informatique est alors appliquée à l'extraction d'information, la reconnaissance de la parole, la traduction automatique, ou encore l'identification de certains composants d'un texte (comme les entités nommées)
- Recherche opérationnelle : la recherche opérationnelle (aussi appelée aide à la décision) peut être définie sous une forme appliquée comme l'utilisation de l'ensemble des méthodes et techniques rationnelles orientées vers la recherche de la meilleure façon d'opérer des choix en vue d'aboutir au résultat visé ou au meilleur résultat possible. Ces méthodes et techniques lorsqu'elles sont déjà définies et mises en œuvre dans un processus de recherche (les Heuristiques et métaheuristiques impliquant des familles d'algorithme telles que la recherche tabou) relèvent de l'informatique appliquée. En revanche, lorsque le but recherché est la résolution par un moyen classique (théorème, démonstration) d'un problème théorique, relevant par exemple de la Théorie de la complexité, l'activité de recherche ne relève pas de l'informatique appliquée, sauf si elle fait appel à des logiciels de résolution de preuve.

## Formations
|                                                     | Principales matières | Lieu                                      |
| Baccalauréat en informatique appliquée              | programmation, architecture, algorithmique, informatique théorique, mathématiques, français. | Université de Moncton, Canada             |
| Diplôme de deuxième cycle en informatique appliquée | intelligence artificielle, traitement numérique des images, génie logiciel. condition d'admission Connaissances en algorithmique, en bases de données, architecture des ordinateurs et systèmes d'exploitation | Université du Québec à Chicoutimi, Canada |
| Certificat en informatique appliquée                | programmation, bases de données, systèmes d'information, intelligence artificielle, génie logiciel, télécommunication                                                                                          | TELUQ, formations à distance, Canada      |